# Gornozavodszki járás

A Gornozavodszki járás a Permi határterületen

A Gornozavodszki járás (oroszul Горнозаводский район) Oroszország egyik járása a Permi határterületen. Székhelye Gornozavodszk.

## Népesség
- 1989-ben 38 004 lakosa volt.
- 2002-ben 30 172 lakosa volt, melynek 88,4%-a orosz, 4,9%-a tatár, 1,7%-a ukrán nemzetiségű.
- 2010-ben 26 044 lakosa volt, melyből 22 550 orosz, 1 096 tatár, 336 ukrán, 206 udmurt, 149 baskír, 107 komi stb.